# デュカン・ナゾン
デュカン・ナゾン（Duckens Nazon 、1994年4月7日 - ）は、フランス・パリ出身のプロサッカー選手。ハイチ代表。ポジションは、フォワード。

## クラブ歴
2017年1月13日、チャンピオンシップ所属のウルヴァーハンプトン・ワンダラーズFCに半年間の契約で加入、U-23チームに登録された。8月4日、リーグ2のコヴェントリー・シティFCに2018年1月までの契約でレンタル移籍。レンタルから復帰後、今度はリーグ1のオールダム・アスレティックAFCにシーズン終了までレンタル移籍。
2018年7月14日、シント＝トロイデンVVと3年契約を結んだ。
2021年6月4日、契約満了が発表された。2021年7月26日、リーグ・ドゥに所属するUSクヴィイーへの加入が発表された。

## 代表歴

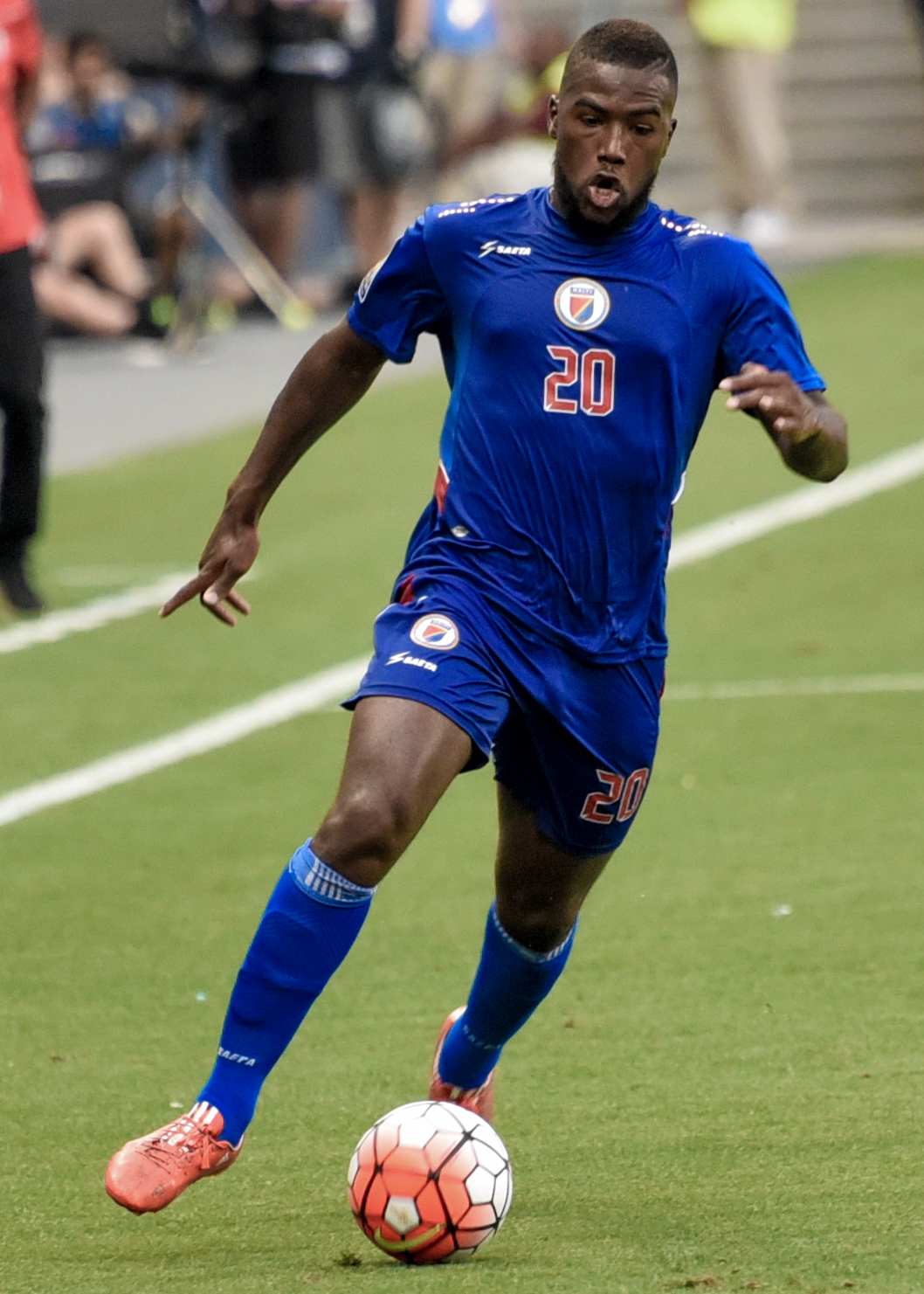
ハイチ代表でのナゾン

フランス生まれであるが、代表はルーツのハイチを選択した。
2014年3月5日のコソボ戦でハイチ代表デビュー。

### ゴール
| #   | 開催日         | 開催地           | 対戦国                         | スコア | 結果 | 試合概要                            |
| --- | -------------- | ---------------- | ------------------------------ | ------ | ---- | ----------------------------------- |
| 1.  | 2015年7月7日   | フリスコ         | パナマ                         | 1–1    | 1–1  | 2015 CONCACAFゴールドカップ         |
| 2.  | 2015年7月13日  | カンザスシティ   | ホンジュラス                   | 1–0    | 1–0  | 2015 CONCACAFゴールドカップ         |
| 3.  | 2015年9月4日   | セントジョージズ | グレナダ                       | 3–1    | 3–1  | 2018 FIFAワールドカップ予選         |
| 4.  | 2015年9月8日   | ポルトープランス | グレナダ                       | 2–0    | 3–0  | 2018 FIFAワールドカップ予選         |
| 5.  | 2016年9月6日   | キングストン     | ジャマイカ                     | 2–0    | 2–0  | 2018 FIFAワールドカップ予選         |
| 6.  | 2016年11月9日  | ポルトープランス | フランス領ギアナ               | 2–0    | 2–5  | カリビアンカップ2017予選            |
| 7.  | 2016年11月13日 | バセテール       | セントクリストファー・ネイビス | 1–0    | 2–0  | カリビアンカップ2017予選            |
| 8.  | 2016年11月13日 | バセテール       | セントクリストファー・ネイビス | 2–0    | 2–0  | カリビアンカップ2017予選            |
| 9.  | 2017年10月10日 | 横浜市           | 日本                           | 2–2    | 3–3  | キリンチャレンジカップ              |
| 10. | 2017年10月10日 | 横浜市           | 日本                           | 3–2    | 3–3  | キリンチャレンジカップ              |
| 11. | 2018年9月10日  | ポルトープランス | シント・マールテン             | 2–0    | 13–0 | 2019 CONCACAFネーションズリーグ予選 |
| 12. | 2018年9月10日  | ポルトープランス | シント・マールテン             | 4–0    | 13–0 | 2019 CONCACAFネーションズリーグ予選 |
| 13. | 2018年9月10日  | ポルトープランス | シント・マールテン             | 5–0    | 13–0 | 2019 CONCACAFネーションズリーグ予選 |
| 14. | 2018年9月10日  | ポルトープランス | シント・マールテン             | 7–0    | 13–0 | 2019 CONCACAFネーションズリーグ予選 |
| 15. | 2018年9月10日  | ポルトープランス | シント・マールテン             | 8–0    | 13–0 | 2019 CONCACAFネーションズリーグ予選 |
| 16. | 2019年3月24日  | ポルトープランス | キューバ                       | 1–0    | 2–1  | 2019 CONCACAFネーションズリーグ予選 |
| 17. | 2019年6月24日  | ハリソン         | コスタリカ                     | 1–1    | 2–1  | 2019 CONCACAFゴールドカップ         |
| 18. | 2019年6月29日  | ヒューストン     | カナダ                         | 1–2    | 3–2  | 2019 CONCACAFゴールドカップ         |